# ممکن است برای تو هم اتفاق بیفتد (فیلم)
ممکن است برای تو هم اتفاق بیفتد (به انگلیسی: It Could Happen to You) فیلمی در ژانر کمدی رمانتیک - درام است محصول سال ۱۹۹۴ ایالات متحده و به کارگردانی اندرو برگمن و نویسندگی جین اندرسن است.

## خلاصه داستان
روزی چارلی لانگ (کیج)، پلیس وظیفه‌شناس، در عوض انعام به «ایوون بایاسی» (فاندا)، که در یک کافه کار می‌کند، قول می‌دهد نیمی از بردِ خودش و همسرش (پرس) در بخت‌آزمایی را به او بدهد. فردای آن روز، بلیت «چارلی» برندهٔ چهارمیلیون دلار می‌شودو…

## بازیگران
در این فیلم بازیگران زیر ایفای نقش کرده‌اند.
- نیکلاس کیج
- بریجیت فوندا
- رزی پرز
- وندل پیرس
- آیزاک هیز
- استنلی توچی
- سیمور کاسل
- جی.ئی. فریمن
- رد باتنز
- ریچارد جنکینز
- وینسنت پاستوره
- امیلی دشانل
- ویلی کولون
- آن داود
- لیم کی تانگ